# Zijin

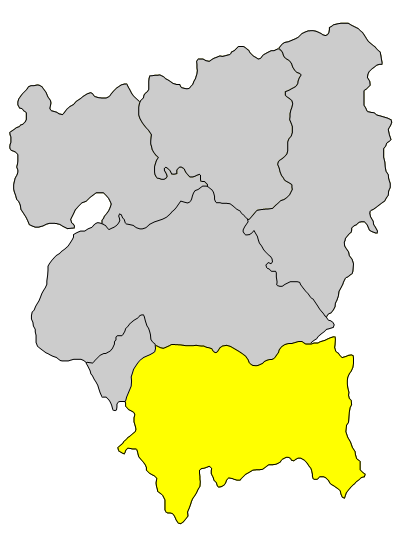
Lage des Kreises Zijin innerhalb des Verwaltungsgebietes von Heyuan

Der Kreis Zijin (紫金县,  Zǐjīn Xiàn) ist ein Kreis in der chinesischen Provinz Guangdong. Er gehört zum Verwaltungsgebiet der bezirksfreien Stadt Heyuan. Zijin hat eine Fläche von 3.635 km² und zählt 551.095 Einwohner (Stand: Zensus 2020). Hauptort ist die Großgemeinde Zicheng (紫城镇).

## Administrative Gliederung
Auf Gemeindeebene setzt sich der Kreis aus zwanzig Großgemeinden zusammen. 